# Роландас Ясявичюс
Роландас Ясявичюс (лит. Rolandas_Jasevičius; 31 липня 1982, Вільнюс) — литовський боксер, призер чемпіонату Європи.

## Аматорська кар'єра
Роландас Ясявичюс чотириразовий чемпіон Литви з боксу (2000—2003 роки).
2000 року брав участь у молодіжному чемпіонаті світу, дійшовши до чвертьфіналу.
На чемпіонаті Європи 2002 в категорії до 71 кг переміг одного суперника і програв в 1/8 фіналу.
На чемпіонаті світу 2003 в категорії до 69 кг програв в першому поєдинку Андре Берто (США).
На чемпіонаті Європи 2004 Роландас Ясявичюс переміг трьох суперників, у тому числі у чвертьфіналі українця Олександра Бокало, програв у півфіналі Ксав'є Ноелю (Франція) — RSCO 2 і досяг найбільшого успіху в кар'єрі, завоювавши бронзову медаль.
На Олімпійських іграх 2004 програв в першому бою Аліаскеру Баширову (Туркменістан).
Після Олімпіади Ясявичюс зосередився на навчанні в інституті і завершив виступи.